# چارگوش‌ماهی نرم سیاه
چارگوش‌ماهی نرم سیاه (نام علمی: Anacanthobatis ori) نام یک گونه از تیره چارگوش‌ماهی نرم است.